# برده‌رش (بوکان)
برده‌رش یا کیوه ره‌ش یکی از کوهای شهرستان بوکان است که در ضلع غربی شهر بوکان و در کنار رود سیمینه رود واقع شده‌است.

## تفرجگاه
پارک طبیعی کوه سیاه (برده‌رش) در سال ۱۳۸۴ فاز نخست با کاشت ۱۰۰۰ اصل نهال احداث شده‌است، این پارک از سطح دریای آزاد ۱۳۶۰ تا ۱۳۷۰ متر ارتفاع داردو شیب عمومی کوه سیاه از ۱۲ درصد به بالا می‌باشد.هرسال در ایام تعطیلات نوروز مسیر کوه رش (کوه سیاه) و کوسه پذیرایی بازدید مسافران نوروزی می‌باشد.تفرجگاه بوکان بزرگترین تفرجگاه و پارک جنگلی استان آذربایجان غربی بشمار می‌آید. اصطلاح «کیوه رش» برای این کوه توسط شهرداری این شهر صورت می‌گیرد.
در گذشته این کوه را برده‌رش می‌خواندن که در سال‌های اخیر به کیوه‌رش (به معنی کوه سیاه) تغییرنام یافته است.